# Goya al millor muntatge
El Premi Goya al millor muntatge és un dels 28 premis Goya que s'atorguen anualment. És concedit des de la primera edició.

## Nominats i guanyadors

### Dècada del 2020
| Guanyador             | Candidats                                          | |
| XXXIX edició - 2025   | XXXIX edició - 2025                                | XXXIX edició - 2025 |
| --------------------- | -------------------------------------------------- | --- |
|                       |                                                    | - Nacho Ruiz Capillas — El 47 - Javier Macipe, Nacho Blasco — La estrella azul - Victoria Lammers — La infiltrada - Fernando Franco — Los pequeños amores - Javi Frutos — Segundo premio |
| XXXVIII edició - 2024 |                                                    | |
|                       | Andrés Gil i Jaume Martí per La societat de la neu | - Raúl Barreras per 20.000 espècies d'abelles - Ascen Marchena per Cerrar los ojos - Fernando Franco García per Robot dreams - Fátima de los Santos per Mamacruz                         |
| XXXVII edició - 2023  |                                                    | |
|                       | Alberto del Campo per As bestas                    | - Ana Pfaff per Alcarràs - Andrés Gil per Cinco lobitos - José M. G. Moyano per Modelo 77 - Fernando Franco i Sergi Díes per Un año, una noche                                           |
| XXXVI edició - 2022   |                                                    | |
|                       | Vanessa L. Marimbert per El buen patrón            | - Antonio Frutos per Bajocero - Miguel Doblado per Josefina - Nacho Ruiz Capillas per Maixabel                                                                                           |
| XXXV edició - 2021    |                                                    | |
|                       | Sergio Jiménez per El año del descubrimiento       | - Jaime Colis per Adú - Fernando Franco i Miguel Doblado per Black Beach - Sofi Escudé per Las niñas                                                                                     |
| XXXIV edició - 2020   |                                                    | |
|                       | Teresa Font per Dolor y gloria                     | - Laurent Dufreche i Raúl López per La trinchera infinita - Alberto del Campo per Madre - Carolina Martínez Urbina per Mientras dure la guerra                                           |

### Dècada del 2010
| Guanyador            | Candidats                                                   | |
| XXXIII edició - 2019 | XXXIII edició - 2019                                        | XXXIII edició - 2019 |
| -------------------- | ----------------------------------------------------------- | --- |
|                      | Alberto del Campo per El reino                              | - Javier Fesser per Campeones - Hayedeh Safiyari per Todos lo saben - Fernando Franco per Viaje al cuarto de una madre                                          |
| XXXII edició - 2018  |                                                             | |
|                      | Laurent Dufreche i Raúl López per Handia                    | - David Gallart per Abracadabra - Ana Plaff i Didac Palao per Verano 1993 - Bernat Aragonés per La librería                                                     |
| XXXI edició - 2017   |                                                             | |
|                      | Jaume Martí i Bernat Vilaplana per Un monstre em ve a veure | - José M. G. Moyano per El hombre de las mil caras - Alberto del Campo i Fernando Franco per Que Dios nos perdone - Ángel Hernández Zoido per Tarde para la ira |
| XXX edició - 2016    |                                                             | |
|                      | Jorge Coira per El desconocido                              | - David Gallart per Requisitos para ser una persona normal - Pablo Barbieri per Truman - Nacho Ruíz Capillas per Un día perfecto                                |
| XXIX edició - 2015   |                                                             | |
|                      | José M. G. Moyano per La isla mínima                        | - Mapa Pastor per El Niño - José M. G. Moyano i Darío García per Paco de Lucía: La búsqueda - Damián Szifrón i Pablo Barbieri per Relatos salvajes              |
| XXVIII edició - 2014 |                                                             | |
|                      | Pablo Blanco Somoza por Las brujas de Zugarramurdi          | - Alberto de Toro per 3 bodas de más - Nacho Ruiz Capillas per La gran familia española - David Pinillos per La herida                                          |
| XXVII edició - 2013  |                                                             | |
|                      | Elena Ruiz Guitart i Bernat Vilaplana por The Impossible    | - Fernando Franco per Blancanieves - Marta Velasco per El artista y la modelo - José M. G. Moyano per Grupo 7 - David Pinillos i Antonio Frutos per Invasor     |
| XXVI edició - 2012   |                                                             | |
|                      | Pablo Blanco Somoza por No habrá paz para los malvados      | - David Gallart per Blackthorn - Elena Ruiz Guitart per EVA - José Salcedo per La piel que habito                                                               |
| XXV edició - 2011    |                                                             | |
|                      | Rodrigo Cortés per Buried                                   | - Alejandro Lázaro per Balada triste de trompeta - Stephen Mirrione per Biutiful - Ángel Hernández Zoido per También la lluvia                                  |
| XXIV edició - 2010   |                                                             | |
|                      | Mapa Pastor per Celda 211                                   | - Nacho Ruiz Capillas per Agora - Carmen Frías per El baile de la Victoria - Nacho Ruiz Capillas i David Pinillos per Gordos                                    |

### Dècada del 2000
| Guanyador           | Candidats                                                           | |
| XXIII edició - 2009 | XXIII edició - 2009                                                 | XXIII edició - 2009 |
| ------------------- | ------------------------------------------------------------------- | --- |
|                     | Alejandro Lázaro per Los crímenes de Oxford                         | - Iván Aledo per Mortadelo y Filemón: Misión salvar la Tierra - Nacho Ruiz Capillas per Los girasoles ciegos - José Salcedo per Solo quiero caminar |
| XXII edició - 2008  |                                                                     | |
|                     | David Gallart per REC                                               | - Fernando Pardo per Las 13 rosas - Elena Ruiz Guitart per El orfanato - Nacho Ruiz Capillas per Siete mesas de billar francés                      |
| XXI edició - 2007   |                                                                     | |
|                     | Bernat Vilaplana per El laberinto del fauno                         | - José Salcedo per Alatriste - Iván Aledo per Los Borgia - Aixalà i Santi Borricón per Salvador (Puig Antich)                                       |
| XX edició - 2006    |                                                                     | |
|                     | Fernando Pardo per Habana Blues                                     | - Iván Aledo per El método - Miguel González-Sinde per Ninette                                                                                      |
| XIX edició - 2005   |                                                                     | |
|                     | Guillermo Maldonado per El Lobo                                     | - Antonio Pérez Reina per Frío sol de invierno - Iván Aledo per Incautos - José María Biurrun per Horas de luz                                      |
| XVIII edició - 2004 |                                                                     | |
|                     | Iván Aledo per La gran aventura de Mortadelo y Filemón              | - Teresa Font per Carmen - Rosario Sáinz de Rozas per Días de fútbol - Ángel Hernández Zoido per Te doy mis ojos                                    |
| XVII edició - 2003  |                                                                     | |
|                     | Ángel Hernández Zoido per La caja 507                               | - Alejandro Lázaro per 800 balas - Ernest Blasi per Aro Tolbukhin. En la mente del asesino - Nacho Ruiz Capillas per Los lunes al sol               |
| XVI edició - 2002   |                                                                     | |
|                     | Nacho Ruiz Capillas per The Others                                  | - Iván Aledo per Lucía y el sexo - José Salcedo per Sin noticias de Dios - Teresa Font per Juana la Loca                                            |
| XV edició - 2001    |                                                                     | |
|                     | Miguel González-Sinde per You're the One (una historia de entonces) | - Carmen Frías per Calle 54 - Alejandro Lázaro per La comunidad - José Salcedo per Leo                                                              |
| XIV edició - 2000   |                                                                     | |
|                     | José Salcedo per Todo sobre mi madre                                | - Julia Juániz per Goya en Burdeos - Nacho Ruiz Capillas per La lengua de las mariposas - Fernando Pardo per Solas                                  |

### Dècada del 1990
| Guanyador          | Candidats                                                        | |
| XIII edició - 1999 | XIII edició - 1999                                               | XIII edició - 1999 |
| ------------------ | ---------------------------------------------------------------- | --- |
|                    | Iván Aledo per Los amantes del Círculo Polar                     | - María Elena Sáinz de Rozas per Abre los ojos - Miguel González-Sinde per El abuelo - Carmen Frías per La niña de tus ojos                                |
| XII edició - 1998  |                                                                  | |
|                    | Pablo Blanco Somoza per Airbag                                   | - José María Biurrun per El color de las nubes - Rosario Sáinz de Rozas per Secretos del corazón                                                           |
| XI edició - 1997   |                                                                  | |
|                    | María Elena Sáinz de Rozas per Tesis                             | - Pablo Blanco Somoza i Fidel Collados per Asaltar los cielos - Pablo del Amo per El perro del hortelano                                                   |
| X edició - 1996    |                                                                  | |
|                    | José Salcedo per Nadie hablará de nosotras cuando hayamos muerto | - Guillermo Represa per Boca a boca - Teresa Font per El día de la bestia - José Salcedo per La flor de mi secreto                                         |
| IX edició - 1995   |                                                                  | |
|                    | Teresa Font per Días contados                                    | - Miguel González-Sinde per Canción de cuna - José Salcedo per El detective y la muerte                                                                    |
| VIII edició - 1994 |                                                                  | |
|                    | Pablo del Amo per Tirano Banderas                                | - Teresa Font per Intruso - Pablo Blanco Somoza per La madre muerta                                                                                        |
| VII edició - 1993  |                                                                  | |
|                    | Carmen Frías per Belle Époque                                    | - Pablo Blanco Somoza per Acción mutante - José Salcedo per El maestro de esgrima                                                                          |
| VI edició - 1992   |                                                                  | |
|                    | José Luis Matesanz per Beltenebros                               | - Teresa Font per Amantes - José Salcedo per Tacones lejanos                                                                                               |
| V edició - 1991    |                                                                  | |
|                    | Pablo del Amo per ¡Ay Carmela!                                   | - José Salcedo per ¡Átame! - Rosario Sáinz de Rozas per Las cartas de Alou                                                                                 |
| IV edició - 1990   |                                                                  | |
|                    | Carmen Frías per El sueño del mono loco                          | - Pablo del Amo per El mar y el tiempo - Raúl Román per El niño de la luna - Pedro del Rey per La noche oscura - José Antonio Rojo per Montoyas y Tarantos |

### Dècada del 1980
| Guanyador         | Candidats                                                           | |
| III edició - 1989 | III edició - 1989                                                   | III edició - 1989 |
| ----------------- | ------------------------------------------------------------------- | --- |
|                   | José Salcedo Palomeque per Mujeres al borde de un ataque de nervios | - José Salcedo Palomeque per Baton Rouge - Teresa Font per Berlín Blues - Pedro del Rey per El Dorado - José Salcedo Palomeque per Remando al viento |
| II edició - 1988  |                                                                     | |
|                   | Pablo del Amo per Divinas palabras                                  | - Julio Peña per La estanquera de Vallecas - José Luis Matesanz per Mi general                                                                       |
| I edició - 1987   |                                                                     | |
|                   | Eduardo Biurrun per Banter                                          | - Pablo del Amo per El viaje a ninguna parte - José Luis Matesanz per Werther                                                                        |

## Estadístiques

### Editors més guardonats
- 3 premis: José Salcedo, de 15 candidatures
- 3 premis: Pablo del Amo, de 7 candidatures
- 3 premis: Pablo Blanco Somoza, de 6 candidatures
- 3 premis: Bernat Vilaplana, de 3 candidatures
- 2 premis: Teresa Font, de 8 candidatures
- 2 premis: Iván Aledo, de 7 candidatures
- 2 premis: Carmen Frías, de 5 candidatures
- 2 premis: Alberto del Campo, de 4 candidatures

### Editors amb més candidatures
- 15 candidatures: José Salcedo (3 premis)
- 9 candidatures: Nacho Ruiz Capillas (1 premi)
- 7 candidatures: Iván Aledo (2 premis)
- 7 candidatures: Teresa Font (1 premi)
- 6 candidatures: Pablo del Amo (3 premis)
- 6 candidatures: Pablo Blanco Somoza (3 premis)
- 5 candidatures: Carmen Frías (2 premis)
- 4 candidatures: Miguel González-Sinde (1 premi)
- 4 candidatures: Ángel Hernández Zoido (1 premi)
- 4 candidatures: José M. G. Moyano (1 premi)
- 3 candidatures: Bernat Vilaplana (3 premis)
- 3 candidatures: José Luís Matesanz (1 premi)
- 3 candidatures: Fernando Pardo (1 premi)
- 3 candidatures: Elena Ruiz Guitart (1 premi)
- 3 candidatures: David Gallart (1 premi)
- 3 candidatures: Rosario Sáinz de Rozas (0 premis)
- 3 candidatures: David Pinillos (0 premis)
- 2 candidatures: María Elena Sáinz de Rozas (1 premi)
- 2 candidatures: Mapa Pastor (1 premi)
- 2 candidatures: José María Biurrún (0 premis)
- 2 candidatures: Pedro del Rey (0 premis)
- 2 candidatures: Pablo Barbieri (0 premis)